# Międzylesie (gemeente)

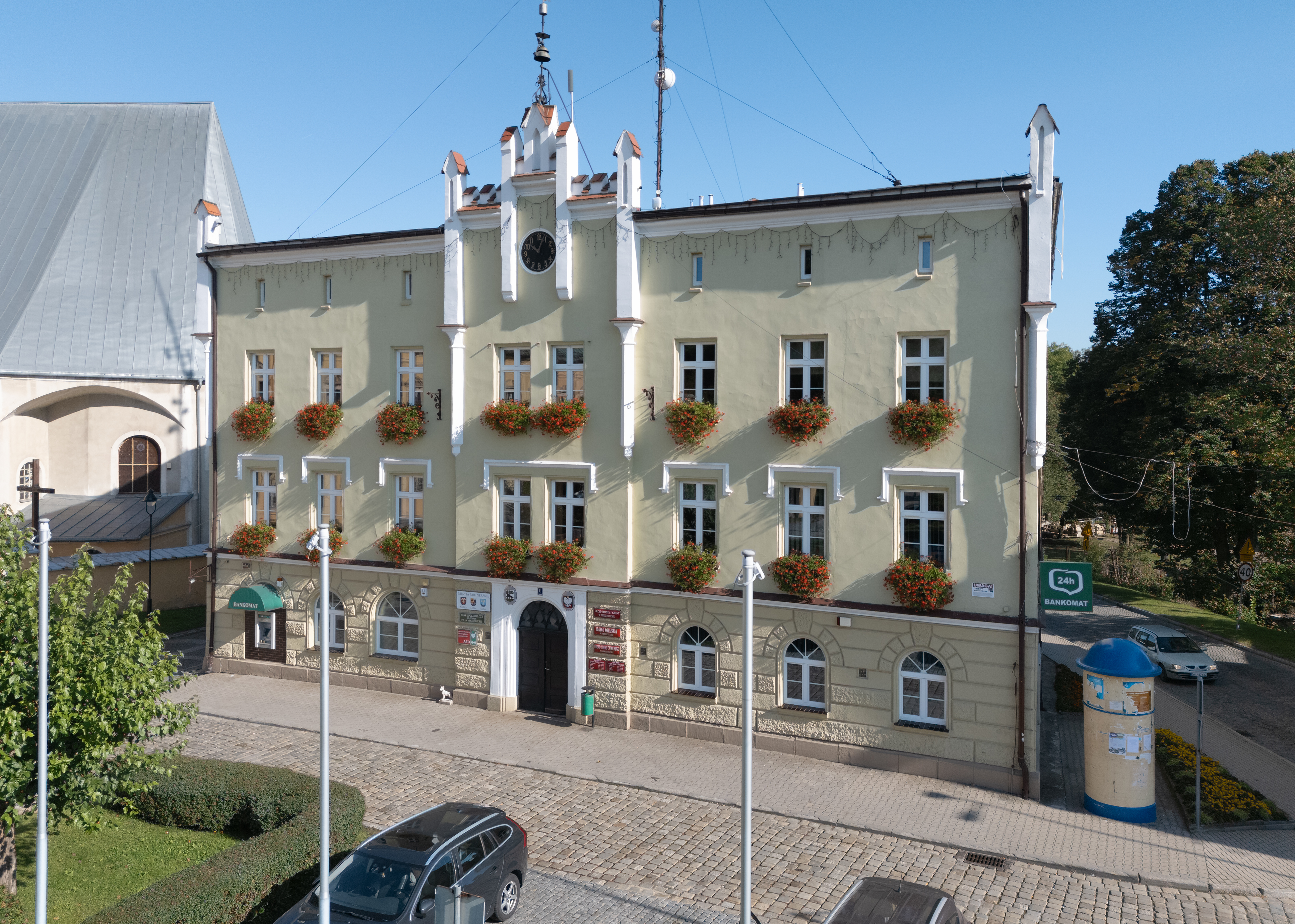

De gemeente Międzylesie is een stad- en landgemeente in het Poolse woiwodschap Neder-Silezië, in powiat Kłodzki.
De zetel van de gemeente is in Międzylesie.
Op 30 juni 2004 telde de gemeente 7643 inwoners.

## Oppervlakte gegevens
In 2002 bedroeg de totale oppervlakte van gemeente Międzylesie 189,03 km², waarvan:
- agrarisch gebied: 61%
- bossen: 32%

De gemeente beslaat 11,5% van de totale oppervlakte van de powiat.

## Demografie
Stand op 30 juni 2004:
| Omschrijving                   | Totaal | Totaal | Vrouwen | Vrouwen | Mannen | Mannen |
| ------------------------------ | ------ | ------ | ------- | ------- | ------ | ------ |
| eenheid                        | aantal | %      | aantal  | %       | aantal | %      |
| inwoners                       | 7643   | 100    | 3837    | 50,2    | 3806   | 49,8   |
| bevolkingsdichtheid (inw./km²) | 40,4   | 40,4   | 20,3    | 20,3    | 20,1   | 20,1   |

In 2002 bedroeg het gemiddelde inkomen per inwoner 1553,36 zł.

## Administratieve plaatsen (sołectwo)
Boboszów, Czerwony Strumień, Długopole Górne, Dolnik, Domaszków, Gajnik, Gniewoszów, Goworów, Jaworek, Jodłów, Kamieńczyk, Lesica, Michałowice, Nagodzice, Niemojów, Nowa Wieś, Pisary, Potoczek, Roztoki, Różanka, Smreczyna, Szklarnia.

## Aangrenzende gemeenten
Bystrzyca Kłodzka.
De gemeente grenst aan Tsjechië.